# Guns for Hire
Guns for Hire è un brano degli AC/DC, pubblicato dall'etichetta discografica Atlantic Records nell'agosto del 1983 come primo singolo estratto dall'album Flick of the Switch, in abbinamento a Landslide come Lato B.

## Brano
La canzone è stata usata come introduzione sia all'album Flick of the Switch che al rispettivo tour, ma non è stata più suonata dal vivo in seguito. Nel video della canzone compare il nuovo batterista Simon Wright, dato che Phil Rudd ha lasciato il gruppo durante le registrazioni dell'album e Wright lo ha sostituito già nel tour.

## Tracce
1. Guns for Hire
2. Landslide

## Formazione
- Brian Johnson - voce
- Angus Young - chitarra solista
- Malcolm Young - chitarra ritmica
- Cliff Williams - basso
- Phil Rudd - batteria